# Прогалаго
Прогалаго (Progalago) — рід мокроносих приматів родини Галагові (Galagidae). Примат існував в міоцені (20,4—16 млн років тому). Скам'янілі рештки знайдені у пластах формування Сонгхор у провінції Ньянза в Кенії.